# Nikolay Marinov
Nikolay Marinov (* 1973 in Warna) ist ein bulgarischer Politologe. Seit 2023 ist er als Hochschullehrer an der Universität Göteborg tätig und hielt zuvor Professuren an der University of Houston und an der Universität Mannheim. In seiner Forschung beschäftigt er sich schwerpunktmäßig unter anderem mit der Einflussnahme fremder Länder auf Demokratisierungsprozesse und Wahlen in anderen Ländern, mit Informationskriegen sowie mit Wirtschaftssanktionen.

## Werdegang
Nikolay Marinov begann 1991 an der Amerikanischen Universität in Blagoewgrad (Bulgarien) Politikwissenschaft zu studieren. 1996 schloss er als Jahrgangsbester mit dem Bachelor ab. Über ein Stipendienprogramm nahm er daraufhin in den USA an der Stanford University ein Master-Studium in Wirtschaftswissenschaften auf, das er 1998 abschloss. Im Anschluss begann er in Stanford ein politikwissenschaftliches Promotionsstudium und erhielt unter der Betreuung von Michael Tomz 2003 den Ph.D. verliehen.
In der Folge war Marinov von 2003 bis 2004 Fellow am Stanford Institute for Democracy, Development and the Rule of Law sowie von 2004 bis 2005 am Institute for International Studies der University of California, Los Angeles. 2005 erhielt er eine befristete Juniorprofessur (Assistant Professor) an der Yale University.
Nach deren Ende acht Jahre später verließ Marinov 2013 die USA und kam nach Deutschland, wo er an der Universität Mannheim eine Stelle als Juniorprofessor am Fachbereich für Politikwissenschaft antrat. 2016 erhielt er innerhalb des Fachbereichs eine volle Professur (W3) und übernahm den Lehrstuhl für empirische Demokratieforschung. 2018 verließ er Mannheim und kehrte in die USA zurück, wo er an der University of Houston eine Stelle als Associate Professor übernahm. Drei Jahre später wurde er dort 2021 ebenfalls auf eine volle Professur befördert. 2023 ging er erneut nach Europa und übernahm eine Stelle als Senior-Dozent an der schwedischen Universität Göteborg.
Gemeinsam mit Susan Hyde veröffentlichte Marinov im Jahr 2012 National Elections Across Democracy and Autocracy (NELDA), einen umfangreichen Datensatz über alle nationalen Wahlen, die zwischen 1945 und 2006 in Staaten mit mehr als 500.000 Einwohnern stattfanden. Dieser wurde seitdem (Stand: April 2025) über 800 Mal in anderen wissenschaftlichen Arbeiten verwendet beziehungsweise zitiert.

## Werke (Auswahl)
- Gemeinsam mit Johannes Bubeck: Rules and Allies: Foreign Election Interventions. Cambridge University Press, Cambridge 2019.